# Arthur James Jewell
Arthur James Jewell (West Hampstead, 1898. január 2. – Brighton, 1952. október 21.) angol nemzetközi labdarúgó-játékvezető. Teljes neve Arthur James Jimmy Jewell.

## Pályafutása

### Nemzeti játékvezetés
Az I. Liga játékvezetőjeként vonult vissza.

#### Nemzeti kupamérkőzések
Vezetett kupadöntők száma: 1.

##### FA-kupa
| Időpont           | Helyszín                | Mérkőzés típusa | Mérkőzés                                  | Eredmény | Nézők száma |
| ----------------- | ----------------------- | --------------- | ----------------------------------------- | -------- | ----------- |
| 1938. április 30. | Wembley Stadion, London | döntő           | Preston North End FC–Huddersfield Town FC | 1 – 0    | 93 497      |

### Nemzetközi játékvezetés
Az Angol labdarúgó-szövetség Játékvezető Bizottsága (JB) terjesztette fel nemzetközi játékvezetőnek, a Nemzetközi Labdarúgó-szövetség (FIFA) 1935-től tartotta nyilván bírói keretében. A FIFA JB központi nyelvei közül a angolt beszélte. 
Több nemzetek közötti válogatott és klubmérkőzést vezetett, vagy működő társának partbíróként segített. Az angol nemzetközi játékvezetők rangsorában, a világbajnokság-Európa-bajnokság sorrendjében többedmagával a 40. helyet foglalja el 1 találkozó szolgálatával. Az aktív nemzetközi játékvezetéstől 1938-ban búcsúzott. Válogatott mérkőzéseinek száma: 10.

#### Labdarúgó-világbajnokság
A világbajnoki döntőkhöz vezető úton Franciaországba a III., az 1938-as labdarúgó-világbajnokságra a FIFA JB játékvezetőként alkalmazta.

##### 1938-as labdarúgó-világbajnokság

###### Selejtező mérkőzés
| Időpont          | Helyszín                  | Mérkőzés típusa           | Mérkőzés          | Eredmény | Nézők száma |
| ---------------- | ------------------------- | ------------------------- | ----------------- | -------- | ----------- |
| 1938. április 3. | Bosuil Stadion, Antwerpen | előselejtező (9. csoport) | Belgium–Hollandia | 1 – 1    | 47 660      |

#### Olimpiai játékok
Az 1936. évi nyári olimpiai játékok labdarúgó tornájának találkozóin a FIFA JB bíróként alkalmazta.

##### 1936. évi nyári olimpiai játékok
| Időpont            | Helyszín                | Mérkőzés típusa | Mérkőzés          | Eredmény | Nézők száma |
| ------------------ | ----------------------- | --------------- | ----------------- | -------- | ----------- |
| 1936. augusztus 5. | Mommsen Stadion, Berlin | első forduló    | Ausztria–Egyiptom | 3 – 1    | 6000        |

#### Brit Bajnokság
1882-ben az Egyesült Királyság brit tagállamainak négy szövetség úgy döntött, hogy létrehoznak egy évente megrendezésre kerülő bajnokságot egymás között. Az utolsó bajnoki idényt 1983-ban tartották.
| Időpont            | Helyszín                      | Mérkőzés típusa | Mérkőzés              | Eredmény |
| ------------------ | ----------------------------- | --------------- | --------------------- | -------- |
| 1937. március 17.  | Hampden Park Stadion, Wrexham | csoportmérkőzés | Wales–Írország        | 4 – 1    |
| 1937. november 10. | Pittodrie Stadion, Aberdeen   | csoportmérkőzés | Skócia–Észak-Írország | 1 – 1    |

#### Skandináv Bajnokság
Nordic Championships/Északi Kupa labdarúgó tornát Dánia kezdeményezésére az első világháború után, 1919-től a válogatott rendszeres játékhoz jutásának elősegítésére rendezték a Norvégia, Dánia, Svédország részvételével. 1929-től a Finnország is csatlakozott a résztvevőkhöz. 1983-ban befejeződött a sportverseny.
| Időpont          | Helyszín                   | Mérkőzés típusa | Mérkőzés            | Eredmény |
| ---------------- | -------------------------- | --------------- | ------------------- | -------- |
| 1938. október 2. | Råsunda Stadion, Stockholm | csoportmérkőzés | Svédország–Norvégia | 2 – 3    |

#### Nemzetközi kupamérkőzések
Vezetett kupadöntők száma: 1.

##### Közép-európai kupa
Hugo Meisl osztrák sportminiszter javaslatára a Közép-európaiországok: (Ausztria, Magyarország, Olaszország, Románia, Svájc, Csehszlovákia, Jugoszlávia) összefogásával, legjobb csapataik részére indították útjára a Mitropa Kupa (1927-1992) labdarúgó tornát.
| Időpont           | Helyszín                      | Mérkőzés típusa        | Mérkőzés              | Eredmény | Nézők száma |
| ----------------- | ----------------------------- | ---------------------- | --------------------- | -------- | ----------- |
| 1967. október 28. | Marcel Saupin Stadion, Nantes | döntő második mérkőzés | Franciaország–Belgium | 1 – 1    | 38 000      |